# 埃米尔·左拉
埃米爾·愛德華·夏爾·安託萬·左拉（法語：Émile Édovard Charles Antoine Zola，1840年4月2日—1902年9月29日），法国小说家、记者、剧作家，自然主义文学的代表人物。其代表作《卢贡-马卡尔家族》包括20部长篇小说，对法兰西第二帝国时期进行深入的描绘。

## 生平
左拉出生于巴黎，其父是一名意大利工程师，其童年是在普罗旺斯地区艾克斯度过的，后来就读于波旁学院。18岁那年左拉返回巴黎后开始在圣路易学校学习。毕业后，左拉从事过几年低级牧师的工作，接着又开始为一份报纸撰写文学评论。左拉从一开始就毫不掩饰自己对拿破仑三世的厌恶，认为他以第二共和国为跳板来复辟帝制、建立独裁。
左拉小说中有超过一半被他汇编成作品系列《卢贡-马卡尔家族》，这些小说在情节、人物上亦存在连续性和相关性（类似巴尔扎克的《人间喜剧》）。这一系列的小说都以法兰西第二帝国治下的大家族“卢贡-马卡尔家族”为叙事中心，通过对五代人生活的叙写，探索遗传因素对暴力、酗酒、卖淫等行为的影响。在这一大家族的两个分支中，卢贡家的人行为比较端正，受人尊敬，而马卡尔家则声名狼藉。
左拉和法国著名画家保罗·塞尚从童年时代到青年时代都是摯交，但是当左拉在他的小说《杰作》中虚构了塞尚以及画家们放荡不羁的生活态度时，两人断交。
1898年1月13日，乔治·克列孟梭（后来的法国总理）所有的巴黎报纸《震旦报》（L'Aurore）的头版头条刊登了左拉写给总统菲利斯·弗尔的公开信——《我控诉》，指责法国政府的反犹太政策并为犹太军官德雷福斯的迫害事件发声。同年2月7日，左拉被检方指控诽谤罪，23日法庭宣判左拉有罪——左拉被迫逃往英国，直到1899年政府发现案情有误并有罪赦免德雷福斯（但未彻底平反），左拉得以回国。
1902年9月28日，左拉因壁炉堵塞引起的中毒在巴黎的寓所与世长辞。虽然有人怀疑左拉之死是
政敌谋杀，但缺乏证据。左拉的葬礼于10月5日举行，数千名敬慕者护送其灵柩到蒙马特公墓，法国各界许多知名人士参加了他的葬礼。于此同时他的政敌依然继续着对左拉的攻击，有政敌在报刊上称左拉系因发现德雷福斯有罪而自杀。1906年7月12日德雷福斯冤案获得彻底平反。1908年6月6日，左拉的骨灰移至先贤祠，与雨果、大仲马葬于一处。

## 左拉与自然主义思潮

### 自然主义的诞生
19世纪50、60年代的法国，科学技术迅猛发展，标榜“科学性”成为一种时尚，“让科学进入文学领域”成为一句时髦的口号。
1857年，哲学家泰纳在《批评和历史论文集》中首先为文学上的自然主义下了定义，即以来观察，用科学方法描写生活。左拉接受了泰纳的美学理论。他还阅读了法国医生吕卡斯的《自然遗传的哲学和生理学论著》、勒图尔诺医生的《情欲生理学》、达尔文的《物种起源》等生物、遗传学著作，逐渐形成了一整套自然主义的文学主张。
左拉认为，现代文学应该抛弃“理想的香膏”和“罗曼蒂克的糖汁”，以科学为指导，保持绝对的客观和中立，实录现实世界的真相。只有这样，文学才能發揮积极的作用。他主张小说家不仅要有科学的态度，对生活进行细致的观察，搜集大量资料，而且要有科学的方法，即实验的方法，把人物放到各种环境中去实验，以便考察情感在自然法则决定下的活动规律。在这样观点的决定下，左拉认为人和其他生物一样，都服从某种决定论，而环境、遗传对性格的形成具有决定性作用。
《苔蕾斯·拉甘》是左拉根据自己的美学主张创作的第一部小说。小说以一对通奸的男女遭受幽灵折磨的故事并最终自杀的故事为线索，着力渲染机体功能失常的临床表现。自然主义文学另一代表人物龚古尔曾如此评价：“对悔恨作了一次杰出的病理解剖。”。

### 《卢贡-马卡尔家族》
左拉受到巴尔扎克《人间喜剧》的启迪，早在1868年便酝酿写一部多卷本巨著，对第二帝国时代的一个家族进行“科学”研究，阐明遗传所带来的不可避免的后果和社会环境对该家族成员的身心所产生的不良影响，再通过各种风俗和事件的细枝末节展现这个时代的社会风貌。1871年至1893年，20部小说相继问世，这就是著名的鸿篇巨制《卢贡-马卡尔家族》。这些小说既自成一体，又相互联系，约1200个人物活跃其中，血缘关系是联系主要人物的纽带。这部小说以卢贡-马卡尔家族前后五代人的人生轨迹为线索，宛然一套第二帝国社会的百科全书，题材之广泛，几乎涉及法兰西第二帝国时期的方方面面，其中涉及到大量法国上流社会、工商金融界的黑暗与腐败。其中杰出的作品包括《娜娜》、《小酒店》、《萌芽》等。在作品中，左拉流露出对工人阶层的同情。其中《萌芽》是法国文学史上第一次重视的表现煤矿工人的生活，体现了作家对社会主义及共产主义思潮的同情。
综合来看，构成《卢贡-马卡尔家族》的20部小说在艺术成就上是参差不齐的。左拉把文学创作和科学实验等同起来，不免忽略了文学创作自身的特点和规律。但左拉第一次将自然科学和医学引入文学表现领域，极大的拓展了文学的内涵和技巧的丰富性。

### 其他作品
继《卢贡-马卡尔家族》之后，左拉又创作了小说三部曲《三城记》：《鲁尔德》、《罗马》和《巴黎》。这三部小说是左拉对宗教的一次彻底的清算，表现了作家对天主教会的憎恶，提出只有摈弃宗教、提倡科学才是解救人类之道。
在流亡时期，左拉又着手创作系列小说《四福音书》，以救世主的口吻赞美为未来社会奠定基础的四大美德，表达他对科学的信仰。这四部作品分别是《繁殖》，歌颂家庭和多子多孙之福；《劳动》，反映通过重组劳动来改变社会的乌托邦思想倾向；《真理》，是对德雷福斯事件的影射；以及未完成的《正义》，表达让公平和正义住在人类的思想。这一系列小说表现出左拉晚年乐观的创作思想。

## 主要作品
- 《卢贡-马卡尔家族》
  - 《卢贡家族的命运》（La Fortune des Rougon，1871）
  - 《贪欲的角逐》（La Curée，1871—1872）
  - 《巴黎之腹》（Le Ventre de Paris，1873）
  - 《普拉桑的征服》（La Conquête de Plassans，1874）
  - 《穆雷教士的过错》（La Faute de l'Abbé Mouret，1875）
  - 《卢贡大人》（Son Excellence Eugène Rougon，1876）
  - 《小酒店》 （L'Assommoir，1877）
  - 《爱情的一页》（Une Page d'amour，1878）
  - 《娜娜》 （Nana，1880）
  - 《家常事》（Pot-Bouille，1882）
  - 《妇女乐园》（Au Bonheur des Dames，1883）
  - 《生的快乐》（La Joie de vivre，1884）
  - 《萌芽》 （Germinal，1885）
  - 《杰作》（L'Œuvre，1886）
  - 《土地》（La Terre，1887）
  - 《梦》（Le Rêve，1888）
  - 《人面兽心》（La Bête humaine，1890）
  - 《金钱》（L'Argent，1891）
  - 《崩溃》（La Débâcle，1892）
  - 《巴斯卡医生》（Le Docteur Pascal，1893）

- 《三城记》
  - 鲁尔德
  - 罗马
  - 巴黎

- 《四福音书》
  - 繁殖
  - 劳动
  - 真理 （死后出版）
  - 正义 （未完成）